# Gregor Bajde
Gregor Bajde (sinh 29 tháng 4 năm 1994) là một tiền đạo bóng đá Slovenia thi đấu cho Maribor.

## Danh hiệu
Maribor
- Slovenian Championship (1): 2016–17
- Cúp bóng đá Slovenia (1): 2015–16